# João da Dinamarca (1518–1532)
João da Dinamarca (em alemão:  Hans; Copenhague, 21 de fevereiro de 1518 – Ratisbona, 11 de agosto de 1532) foi o filho mais velho do rei Cristiano II da Dinamarca e de sua esposa Isabel da Áustria.

## Biografia
Nascido em Copenhague, João recebeu o nome de seu avô paterno, o rei João. Quando João tinha um ano, sua mãe deu à luz gêmeos, Filipe Fernando e Maximiliano, que morreram dentro de um ano. Ele também tinha duas irmãs mais novas, Doroteia, futura Eleitora Palatina, e Cristina, futura Duquesa de Lorena.
Seu pai foi deposto em 1523 por seu tio, que assumiu o trono como rei Frederico I. Durante os anos de exílio, João e sua família levaram uma vida relativamente humilde na cidade de Lierre (hoje Lier, Flanders, Bélgica) no Ducado de Brabante, nos Países Baixos Habsburgos, esperando a ajuda militar do tio materno de João, o Sacro Imperador Romano-Germânico Carlos V.
No início de 1532, o pai de João foi a Oslo na tentativa de convencer o Riksråd (Conselho Nacional da Noruega) a reconhecer João como o legítimo herdeiro do trono e depois coroá-lo como o próximo rei da Noruega. Enquanto isso, o imperador levou João para Ratisbona, então uma cidade imperial livre na Baviera. Sem dúvida, ele pretendia desempenhar um papel na política dos Habsburgo (como o neto mais velho de Filipe I de Castela, embora póstumo), mas morreu em 11 de agosto na casa de Carlos em Ratisbona. Ele foi enterrado na Abadia de São Pedro em Gante, também nos Países Baixos Habsburgos, mas seus restos foram exumados e transportados para a Catedral de São Canuto, em Odense, na Dinamarca, em 1883. Ele é lembrado como talentoso e inteligente, capaz de governar o reino.